# Ascelichthys rhodorus
Ascelichthys rhodorus är en fiskart som beskrevs av Jordan och Gilbert, 1880. Ascelichthys rhodorus ingår i släktet Ascelichthys och familjen simpor. Inga underarter finns listade i Catalogue of Life.